# Трим

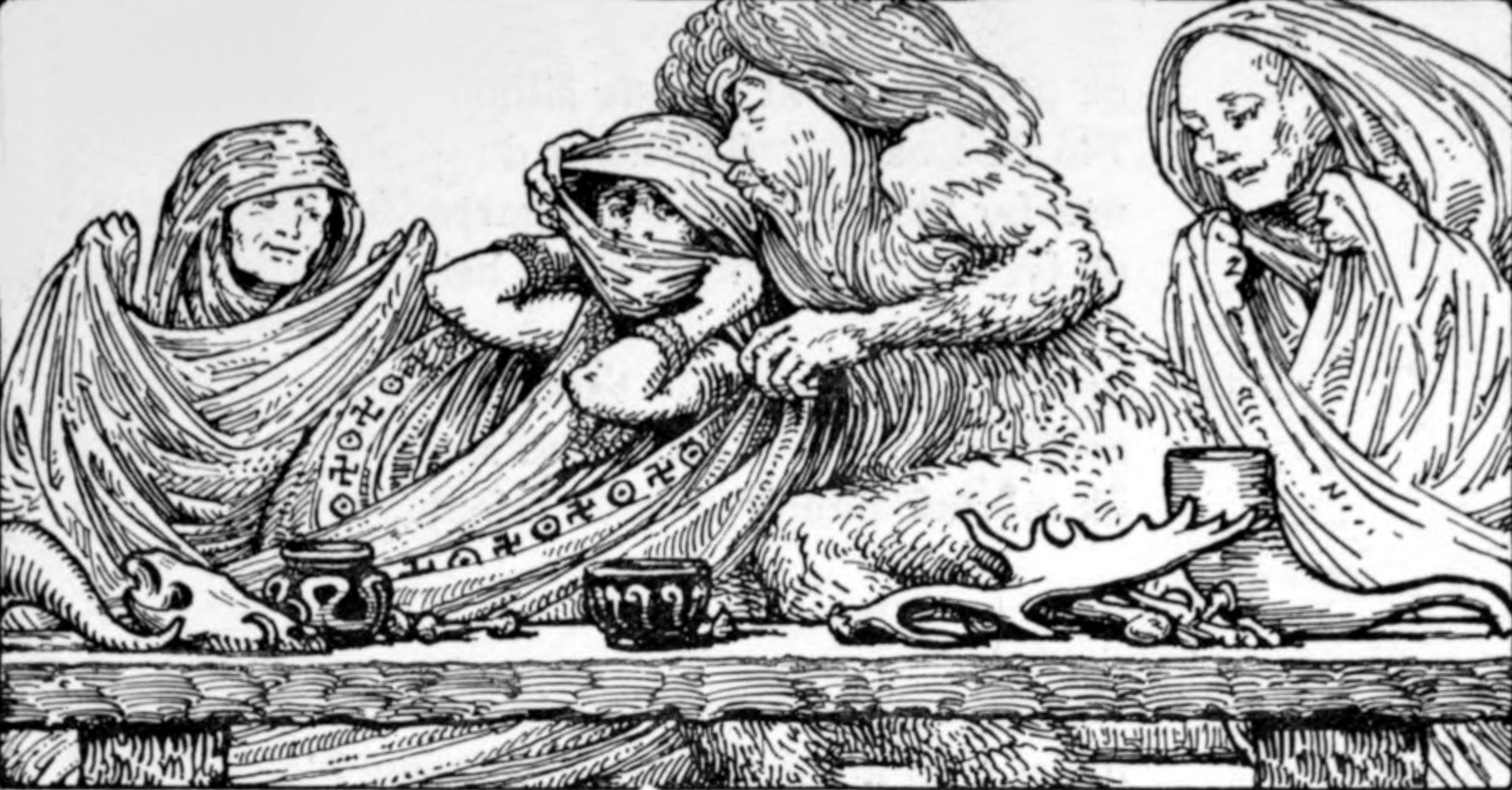
Свадебный пир Трюма

Трим (Трюм) (др.-сканд. Þrymr) — в германо-скандинавских мифах ётун, князь (дроттинн) турсов, владелец скота. Похитил у Тора его молот Мьёльнир, за что был убит.
В легендах говорится, что за время одной из ночёвок Тора у него был украден Мьёльнир. Локи отправился в Ётунхейм, чтобы узнать о похитителе. Первым ему встретился Трим, который сразу же признался в похищении молота и потребовал в качестве выкупа богиню Фрейю. Узнав обо всём случившемся, асы собрались вместе и Хеймдалль посоветовал Тору отправиться в Ётунхейм в женском платье под видом Фрейи. Вместе с Тором отправился и Локи, под видом служанки Фрейи. Благодаря хитрости Локи Трим был очарован и растроган. Он послал к гостям свою сестру, чтобы она положила на колени его «невесте» молот и получила от неё взамен какой-нибудь подарок (в чём и состоял в те времена обряд венчания). Получив обратно свой молот, Тор убил Трима, всю его семью и гостей, пришедших на венчание к Триму.